# Marianne Cruz
Marianne Cruz González (23 de abril de 1985, Salcedo, Hermanas Mirabal) es una comunicadora y  presentadora de noticias dominicana. Marianne fue la Miss República Dominicana 2008 y la segunda finalista en el Miss Universo 2008.

## Biografía
Marianne Cruz nació en la provincia Hermanas Mirabal, República Dominicana. Siendo la más joven de tres hermanas.

## Concursos de belleza
Participó en 2007 en Miss República Dominicana. A pesar de su popularidad y de resultar ser la candidata preferida durante las encuestas perdió el certamen de belleza siendo la galardonana Massiel Taveras la candidata de la provincia de Santiago. 
Más tarde, Cruz formó parte del concurso de Miss Continente Americano 2007 en el cual resultó la ganadora, precedida por Mia Taveras, otra reina de belleza de la República Dominicana. 
Dicho certamen de belleza obtuvo muchas críticas y disgustos debido a que las candidatas de la República Dominicana habían ganado el certamen dos años consecutivos.  Después de ganar se le dio el derecho a participar en Miss Universo 2008 impresionando a los jueces y obteniendo el título de segunda finalista. Este es el tercer puesto más alto logrado por la República Dominicana en Miss Universo además de Renata Soñe, Ada Aimee de la Cruz y Amelia Vega.